# ایلکا ویلی
ایلکا ویلی (به انگلیسی: Ilkka Villi) بازیگر و نویسندهٔ فنلاندی است. او نقش‌های مختلفی در تئاتر، تلویزیون و سینما بازی کرده‌است. وی بیشتر برای کارش در بازی‌های ویدئویی آلن ویک شناخته شده‌است. او به دلیل سال‌ها زندگی در آمریکای شمالی و جنوبی به غیر از زبان فنلاندی به زبان‌های انگلیسی و اسپانیایی نیز مسلط است. ویلی قبل از اینکه بازیگر شود، نویسنده و خبرنگار رادیو بوده‌است.

## فیلم‌شناسی
| سال  | فیلم                |
| ۲۰۰۲ | جنگ سرد             |
| ۲۰۰۲ | یوویراس             |
| ۲۰۰۲ | توقف                |
| ۲۰۰۲ | تو                  |
| ۲۰۰۳ | آجوریتیروجا         |
| ۲۰۰۳ | حقیقت یا جرات       |
| ۲۰۰۴ | مرد پلیکانی         |
| ۲۰۰۵ | قول                 |
| ۲۰۰۷ | تالی ایهانتالا ۱۹۴۴ |
| ۲۰۰۹ | خانه عشق شاخه‌ای     |
| ۲۰۱۱ | وارس: مار بی زهر    |
| ۲۰۱۱ | بمب کثیف            |
| ۲۰۱۱ | پهنه آبی            |
| ۲۰۱۲ | تخیلات              |